# Limbochromis robertsi
Limbochromis robertsi är en fiskart som först beskrevs av Thys van den Audenaerde och Loiselle, 1971.  Limbochromis robertsi ingår i släktet Limbochromis och familjen Cichlidae. IUCN kategoriserar arten globalt som starkt hotad. Inga underarter finns listade i Catalogue of Life.